# 5305 Бернівольц
5305 Бернівольц (5305 Bernievolz, попередні позначення 1978 VS5, 1938 DQ1, 1980 FL7, 1984 JL1) — астероїд головного поясу, відкритий 7 листопада 1978 року.
Тіссеранів параметр щодо Юпітера — 3.486.